# Vacrothele emei
Espèce
Synonymes
- Macrothele emei Lin & Li, 2021

Vacrothele emei est une espèce d'araignées mygalomorphes de la famille des Macrothelidae.

## Distribution
Cette espèce est endémique du Sichuan en Chine,. Elle se rencontre sur le mont Emei.

## Description
Le mâle holotype mesure 21,53 mm et la femelle paratype 22,40 mm.

## Systématique et taxinomie
Cette espèce a été décrite sous le protonyme Macrothele emei par Lin et Li en 2021. Elle est placée dans le genre Vacrothele par Zheng, Zhao et Yang en 2025.

## Étymologie
Son nom d'espèce lui a été donné en référence au lieu de sa découverte, le mont Emei.

## Publication originale
- (en) Lin, Yan, Li, Ballarin et Chen, « Five new species of Macrothele Ausserer, 1871 from China (Araneae, Macrothelidae) », ZooKeys, no 1052,‎ 2021, p. 1-23 (lire en ligne).